# Hreðavatn
Hreðavatn is een meer in het westen van IJsland. Het is vlak bij de Hringvegur gelegen tussen het plaatsje Borgarnes en de Holtavörtuheiði hoogvlakte. Het Bifröst college, de drieduizend jaar oude Grábrók krater waarnaast nog twee kleinere kraters liggen alsook de vulkaan Baula liggen in de nabijheid van het meer. De wateroppervlakte van het meer bedraagt 1,14 km² en het ligt 56 meter boven de zeespiegel, het meer is 5 kilometer lang en het heeft een maximale diepte van 20 meter. Bij het meertje liggen fossielen uit het warme Tertiaire tijdperk.